# Prädiktive Instandhaltung
Prädiktive Instandhaltung (engl.: Predictive Maintenance)  ist eine Instandhaltungsstrategie und beruht auf der kontinuierlichen Erfassung und Analyse von Zustandsdaten mittels Sensorik (Condition-Monitoring) sowie der Nutzung moderner Technologien wie dem Internet der Dinge (IoT), Cloud-Computing und Verfahren des maschinellen Lernens. Auf dieser Basis können potenzielle Störungen frühzeitig erkannt und Maßnahmen für die Instandhaltung vorausschauend geplant werden.
Prädiktive Instandhaltungstechniken helfen somit bei der Bestimmung des Zustands von in Betrieb befindlichen technischen Objekten und Anlagen. Sie helfen bei der Abschätzung, wann eine Wartung durchgeführt werden sollte. Dieser Ansatz verspricht Kosteneinsparungen gegenüber routinemäßigen oder zeitbasierten vorbeugenden Instandhaltungsstrategien, da Aufgaben nur dann ausgeführt werden, wenn dies gerechtfertigt ist. Daher wird sie genutzt, um zustandsorientierte Instandhaltung durchzuführen. Durch dies und durch die Prognose von zukünftigen Ereignissen kann die Frage „Was wird wann passieren?“ beantwortet werden.
Typische Anwendungsfelder sind die Fertigungsindustrie, der Schienen- und Luftverkehr, die Energieversorgung, das kognitive Netzwerkmanagement sowie die Intralogistik. In automatisierten Lagersystemen etwa dient prädiktive Instandhaltung der Sicherstellung einer hohen technischen Verfügbarkeit und der Vermeidung ungeplanter Stillstände.